# Crisis diplomática entre España y Guinea Ecuatorial de 1969
La crisis diplomática entre España y Guinea Ecuatorial de 1969, también conocida como Crisis de las banderas, se refiere al conflicto político y diplomático desatado entre ambos países poco después de la independencia del segundo y que provocó la salida de la mayor parte de la población de origen español del mismo, coincidiendo en el tiempo con la denuncia de un supuesto intento de golpe de Estado por parte del Gobierno ecuatoguineano y el inicio de un período de represión política en el país africano.

## Antecedentes
Los acuerdos firmados por España y Guinea Ecuatorial anexos a la firma de independencia del 12 de octubre de 1968 establecían la presencia de un cuerpo de funcionarios español, así como de fuerzas de seguridad españolas. Por otra parte, tras la independencia se produjo una fuga de capitales que dejó a Guinea Ecuatorial al borde de la bancarrota y dependiente de los créditos otorgados por el Estado español.
Las arcas de los dos únicos bancos existentes en el país, el Banco Exterior de España y el Banco Español de Crédito estaban vacías. El nuevo gobierno no podía pagar a los funcionarios y no disponía de moneda propia (la peseta guineana derivaba de la peseta española) ni de banco nacional. Además, el nuevo Estado iba a utilizar los presupuestos aprobados por el gobierno español para las dos provincias africanas, bianuales, según los acuerdos de transición firmados. Pero España se negó a cumplir esos acuerdos, lo que contribuyó a añadir tensión a las relaciones entre ambos países.
El 26 de diciembre de 1968, tras el traslado al país desde el exilio en Gabón del opositor político Bonifacio Ondó Edu y su posterior arresto por la policía ecuatoguineana, el funcionario español Martínez Zato, que ostentaba el cargo de fiscal general del Tribunal Supremo de Guinea Ecuatorial de Santa Isabel, visitó al ministro del Interior para interesarse por la situación. Fue expulsado del país poco después. Pocos días después, el 30 de diciembre, es expulsado por Macías otro funcionario español, el exsecretario del Gobierno Civil de Fernando Poo, Fernando Rodríguez López Lammes.
El 10 de enero de 1969, los funcionarios españoles que trabajan en el Ministerio de Hacienda guineano dimiten en bloque afirmando que el gobierno de Macías no les hace efectiva una paga. La respuesta del presidente es la prohibición de que abandonen el territorio. A finales del mismo mes de enero, Macías congela las cuentas bancarias de los funcionarios de Hacienda.

## Crisis de las banderas
El 15 de febrero de 1969, el vicepresidente Edmundo Bossio, por orden presidencial, convocó al cónsul general de España, Jaime Abrisqueta, para pedirle que retirase la bandera española de su residencia, a lo que el último no accedió.
El domingo 23 Francisco Macías declaró persona no grata al cónsul general Abrisqueta y mandó al comandante Juan Tray que enviase un piquete de la Guardia Nacional a la cancillería consular a descolgar la bandera. Inmediatamente, el vicepresidente del gobierno español, el almirante Carrero Blanco se puso en contacto con el ministro de Asuntos Exteriores, Fernando María Castiella, enviando un telegrama en que se ordenaba al embajador español en Guinea Ecuatorial, Juan Durán-Lóriga, actuar «de manera enérgica e inmediata». 
El día 25 se volvió a izar la bandera. Ese mismo día el Presidente, en presencia del ministro de Educación, José Nsué Angüe Osa, recibió al embajador español. Tras algunas negociaciones, el embajador es declarado persona no grata y se le comunica que debe abandonar el país, a lo que el embajador responde ordenando para la noche del 26 de febrero un plan combinado de ocupación militar de Bata y Malabo. En la noche del 26 al 27, las fuerzas españolas aún presentes en Guinea Ecuatorial se movilizan en distintos puntos neurálgicos del país: aeropuerto, Telégrafos, estudios de TV y radio, puerto, cuarteles de la Guardia Colonial, Comisaría, Guardia Marítima, Palacio Presidencial, Ministerios, y se bloquean los accesos a la capital desde San Carlos (actual Luba o San Carlos de Luba), Rebola y Basilé. El cuartel general se instala en la embajada española. Macías, en la mañana del 27, declara el estado de emergencia. Sin embargo, a lo largo del día 27, se dan instrucciones desde España para abortar esa operación. Macías reclama la expulsión de la Guardia Civil, y envía un telegrama a la ONU en que revela la movilización de fuerzas españolas y acusa de la iniciativa al embajador de España, exige la retirada de tropas y el envío de cascos azules, mientras España afirma a través del embajador en la ONU, Jaime de Piniés, que sólo retirará las tropas cuando todos los españoles hayan salido. Ese mismo día, la embajada española ordena la evacuación todos los españoles. A lo largo del día se producen tiroteos y violentos incidentes, en los que muere un español, Juan José Bima Martí, de 25 años.
El 2 de marzo, después de dos jornadas muy tensas, Juan Luis Pan de Soraluce sustituye a Durán-Lóriga como embajador.
La crisis se agrava con la muerte en extrañas circunstancias del ministro de Asuntos Exteriores, Atanasio Ndongo, a quien Macías acusa de organizar una tentativa de golpe de Estado apoyado por España en la noche del 4 al 5 de marzo. Macías emprende a continuación una purga en todo el aparato administrativo y político del país, dando inicio a un régimen dictatorial. De manera inmediata, son asesinados también Saturnino Ibongo, embajador en la ONU, Pastor Torao Sikara, presidente de la Asamblea Nacional, Armando Balboa, ministro de Información y Turismo y el opositor político Bonifacio Ondó Edu. Otros ministros y funcionarios, a los que se les relaciona con el intento de golpe, también fueron asesinados o perseguidos, entre ellos Gustavo Watson Bueco (fallecido en 1972) y Agustín Nve Ondo, diputados en la Asamblea Nacional, Enrique Gori (fallecido en 1972), presidente de la Diputación de Fernando Poo y Federico Ngomo (fallecido en 1971), presidente de la Diputación de Río Muni. A ellos habría que añadir otros muchos políticos como Norberto Balboa, Vicente Ntutumu, Luis Angue Bacale y Santiago Osa. A esto siguió la petición de España ante la ONU del envío de un observador y otras iniciativas diplomáticas, como gestiones con el emperador etíope Haile Selassie o una petición urgente a la Cruz Roja Internacional relacionada con los hechos.

## Evacuación de la población española
El día 5 la ONU decide enviar observadores. El día 8 llegan a Tenerife en el buque español Ciudad de Pamplona, de la compañía Transmediterranea, 460 personas embarcadas desde el país africano, a los que se suman otros 243 ese mismo día salidos del país hacia España en un Super DC-8. Los observadores internacionales de la ONU llegan el día 10 a Malabo y el 13 a Bata. La misión logra imponer un plazo de dos meses para la retirada de españoles y tropas. Las dependencias de la Guardia Civil son fortificadas con sacos terreros y puestos de ametralladoras. El 13 de marzo huyen precipitadamente hacia Madrid en un avión 346 personas. Desde las baterías de la fragata Pizarro (F-31) se apunta al palacio presidencial. El día 15 de nuevo se vio entorpecida la salida de la población hacia España. El 21 de marzo, Macías exige de nuevo la retirada de españoles y tropas; el Secretario General de la ONU, U Thant, recrimina a Guinea Ecuatorial el incumplimiento del plazo ante el Consejo de Seguridad de la ONU. El 23 llegan los barcos de transporte de la Armada Española y se empieza la evacuación en Bata, bajo supervisión de observadores de la ONU y la OUA. Durante varias semanas, aviones y barcos salen de Guinea atestados de pasajeros. El 5 de abril se certifica por los observadores de la ONU que se ha llevado a cabo la evacuación total de las fuerzas españolas. En total, se repatriaron 6800 españoles junto con 514 vehículos. Las pérdidas patrimoniales y personales de los repatriados son difíciles de evaluar.
En total, en la evacuación participaron los siguientes buques de la Armada: la fragata Pizarro (F-31), el crucero pesado Canarias (C-21), el petrolero Teide (A-11), la corbeta Descubierta (F-51)  y los transportes de ataque Aragón (TA-11) y Castilla (TA-21).